# کولگدال (تنسی)
کولگدال(به انگلیسی: Collegedale) شهری در ایالت تنسی کشور ایالات متحده آمریکا است که جمعیت آن در سرشماری سال ۲۰۱۰ میلادی، ۸٬۲۸۲ نفر بوده‌است.